# Jan Towarnicki (lekarz)
Jan de Warna Towarnicki herbu Sas (ur. 1773 w Leninie Wielkiej, zm. 10 lipca 1865 w Rzeszowie) – polski lekarz, filantrop.

## Życiorys

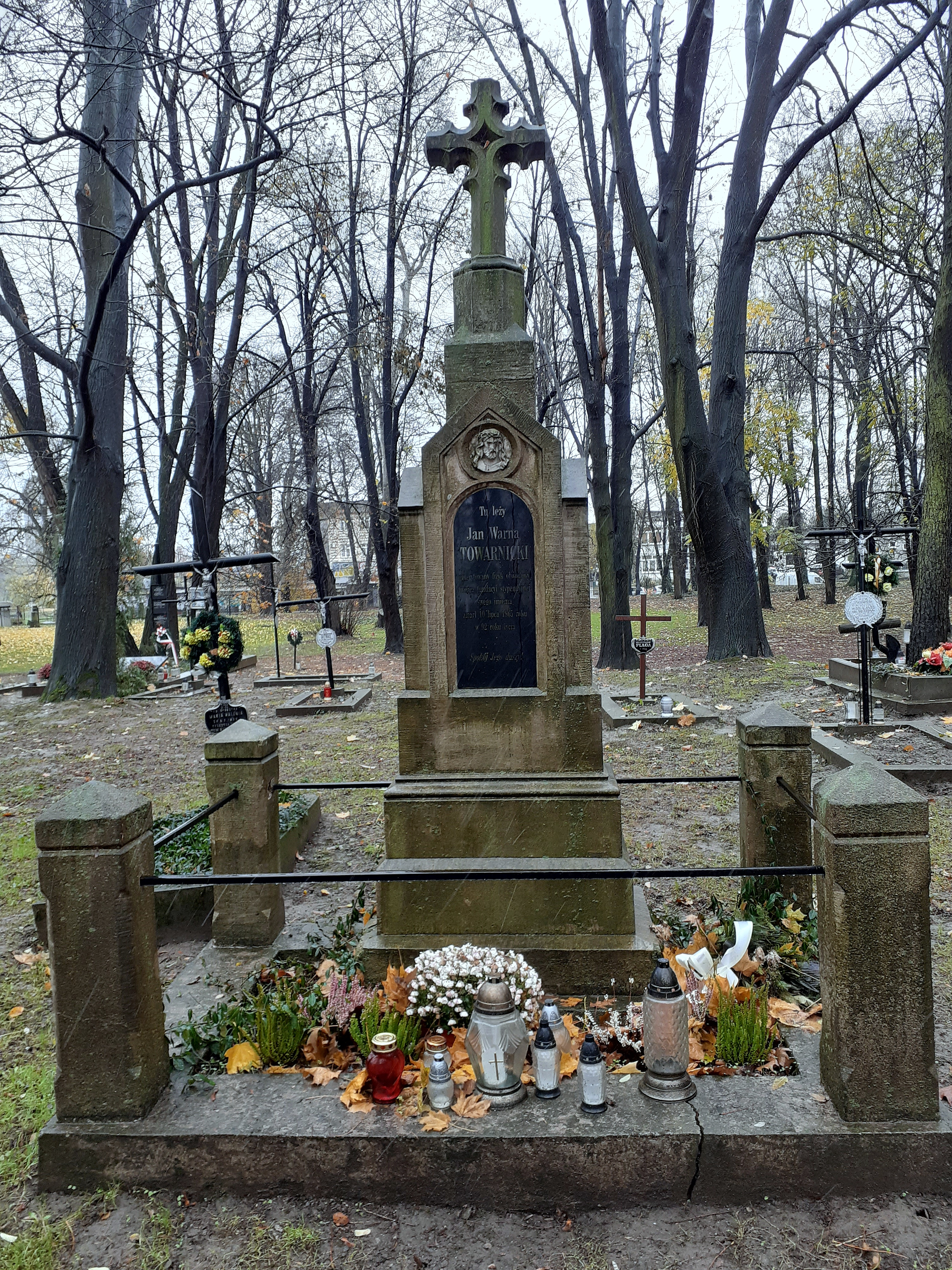
Grobowiec Jana Towarnickiego

Według różnych źródeł urodził się w 1773 lub 26 września 1778. Był wnukiem księdza greckokatolickiego Jana Towarnickiego, synem Piotra i Anastazji. Został ochrzczony w kościele grecko-kat. w Leninie Wielkiej.
Został absolwentem gimnazjum w Samborze. Ukończył studia medycyny na Wydziale Lekarskim Uniwersytetu Lwowskiego uzyskując tytuł naukowy doktora. Został lekarzem powiatowym w Rzeszowie. Uzyskał mandat radnego miasta Rzeszowa.
Zmarł 10 lipca 1865. Został pochowany na Starym Cmentarzu w Rzeszowie. Na jego grobowcu został upamiętniony jego bratanek dr. Ambroży Towarnicki.
W testamencie spisanym 3 czerwca 1863 utworzył fundację, która zajęła się tworzeniem ośrodków oświatowym oraz przyznawaniem stypendiów. Po jego śmierci zarządcą fundacji został bratanek, Ambroży Towarnicki. Z jej działania powstał Miłocin, II gimnazjum w Rzeszowie, seminarium, internat, policja, poczta.
Nadkuratorem fundacji stypendialnej Jana Towarnickiego w 1891 został Władysław Towarnicki (komisarz c. k. starostwa powiatu sanockiego), od 1895 nadkuraktor. Wieloletnim kuratorem fundacji stypendialnej Jana Towarnickiego był Wacław Jabłoński, a kontrakt fundacji spisał Jan Pogonowski.